# Ketewan Maghalaschwili

Ketewan Maghalaschwili (1922)

Ketewan „Keto“ Maghalaschwili (georgisch ქეთევან კონსტანტინეს ასული მაღალაშვილი, russisch Кетеван Константиновна Магалашвили Ketewan Konstantinowna Magalaschwili; * 7. Apriljul. / 19. April 1894greg. in Kutaissi, Vizekönigreich Kaukasien, Russisches Kaiserreich; † 30. Mai 1973 in Tiflis, Georgische Sozialistische Sowjetrepublik) war eine georgisch-sowjetische Porträtmalerin. Ihr Hauptwerk war das Malen von Porträts herausragender georgischer Persönlichkeiten und Künstler, die einen einzigartigen Platz in der georgischen Malerei einnehmen. Sie gilt als eine der ersten georgischen Porträtkünstlerinnen.

## Leben

Ketewan Maghalaschwili bei der Arbeit (1923)

Ketewan Maghalaschwili (Mitte) mit dem Filmregisseur Alexander Raschdenowitsch Tsutsunawa (links) und dem Maler Dmitri Irakljewitsch Schewardnadse (1930)

Ketewan Maghalaschwili begann 1911 ein Studium an der Schule für Malerei und Bildhauerei in Tiflis, das sie 1915 beendete. Dort studierte sie unter anderem bei Iakob Nikoladse, Irakli Moissejewitsch Toidse und Oskar Schmerling. Im Anschluss setzte sie ihr Studium von 1915 bis 1917 an der Moskauer Hochschule für Malerei, Bildhauerei und Architektur fort, wo sie zu den Studenten von Konstantin Alexejewitsch Korowin und Nikolai Alexejewitsch Kassatkin gehörte, und erlebte dort die Russische Revolution. Nachdem sie einige Jahre als Malerin gearbeitet hatte, bekam sie 1921 eine Stelle in der Bibliothek der Georgischen Nationalgalerie, die für diese Zeit das wichtigste Zentrum des künstlerischen Lebens des Landes war. Deren Gründer und Direktor Dmitri Schewardnadse unterstützte aktiv die Entwicklung des Schaffens der jungen Künstlerin. Unter dem Einfluss dieses erfahrenen Malers wandte sie sich dem Porträtgenre zu und begann Freunde, Bekannte und andere Künstler zu zeichnen. In dieser Zeit entstanden Porträts wie das des Bildhauers Iakob Nikoladse (1922), die im Kunstmuseum der Georgischen Sozialistischen Sowjetrepublik ausgestellt wurden.
1923 begann Keto Maghalaschwili mit einem Stipendium des Volkskommissariats für Bildung ein weiteres Studium an der Académie Colarossi in Paris. Dort lernte sie zusammen mit den georgischen Künstlern Elena Achwlediani, Lado Gudiaschwili und David Kakabadze die neuen Bewegungen der modernen westlichen Kunst kennen. Maghalaschwili Porträts dieser Zeit sind in realistischer künstlerischer Weise gemalt wie das ihrer Kommilitonin Elena Achwlediani, welches ebenfalls im Kunstmuseum der Georgischen SSR ausgestellt wurde. Nachdem sie nach Abschluss ihrer Studien 1926 und nach Tiflis zurückgekehrt war, bekam sie eine Stelle als Restauratorin in der Nationalgalerie. Nach der Verhaftung und mutmaßlichen Hinrichtung von Dmitri Schewardnadse 1937 trat sie aus der von diesem gegründeten Galerie aus. Sie malte weiterhin Porträts und begann sich aktiv an Ausstellungen zu beteiligen. Ihre Werke zeichnen sich durch die Feinheit psychologischer Merkmale und die edle Zurückhaltung der Farbe aus. Die Farblösung von Maghalaschwilis Porträts ist zurückhaltend, man spürt ein subtiles Studium der psychologischen Seite der auf den Gemälden dargestellten Persönlichkeiten. Die Künstlerin selbst sagte in einem Interview, dass man zuerst mit dem Dargestellten des Porträts sprechen, sich mit ihm streiten oder einen anderen Weg finden muss, um die Mimik, Handbewegungen, Augenbewegungen einzufangen, um die Hauptidee zu verstehen.
1946 wurde ihr der Titel Verdienter Kunstschaffender der Georgischen SSR verliehen. Spätere Porträtgemälde wie das des Schauspielers Sergo Zakariadze (1951) befinden sich ebenfalls im Kunstmuseum der Georgischen SSR oder im Staatlichen Museum für Orientalische Kunst in Moskau, wie das Porträt der Schauspielerin Medea Japaridze (1957). 1961 wurde ihr der Titel Volkskünstler der Georgischen SSR verliehen. In den Jahren 1961 und 1972 fanden Maghalaschwilis persönliche Ausstellungen statt.
Sie erhielt ferner am 17. April 1958 und am 2. April 1966 den Orden des Roten Banners der Arbeit sowie am 7. März 1960 die Medaille „Für heldenmütige Arbeit“.

## Hintergrundliteratur
- T. Virsaladze: Кето Магалашвили, (Keto Magalaschwili), 1958
- Каталог выставки К. Магалашвили, (Katalog zur Ausstellung von K. Magalaschwili), 1961
- Народный художник Грузинской ССР К. К. Магалашвили, (Volkskünstler der Georgischen SSR K. K. Magalaschwili. Katalog), 1973